# 黑斑透孔螺
黑斑透孔螺，又名鼠眼孔䗩、鼠眼透孔螺或平傘裂裙螺，是裂螺科天蓋螺亞科天蓋螺屬的一种。屬於和珊瑚礁有密切聯繫的熱帶種，區系性質為印度-西太平洋區的印尼-馬來亞區。具有食用、工藝用和觀賞的價值。

## 分佈
本物種分布於日本、中国大陆的福建、廣東、廣西、海南岛、南沙群岛海域、台湾貢寮鄉蚊子坑、屏東縣恆春半島、鵝鑾鼻及墾丁國家公園等地、蘭嶼，澎湖群島及越南（Ha Tien、 Rach Gia）。常栖息在低潮线下水深50米。

## 外部連結
- 維基物種上的相關：黑斑透孔螺